# میرعلی مرعشی
میرعلی از حاکمان مرعشیان بود. وی ابتدا در زمان میرشمس‌الدین مرعشی حاکم آمل و بارفروش بود و از گزینه‌های جانشینی شمس‌الدین به حساب می‌آمد ولی با مرگ شمس‌الدین آقا رستم روزافزون توانست با کشتن جانشین شمس‌الدین قدرت مطلقه را در طبرستان به دست گیرد و با شیبک خان متحد شود. پس از شکست شیبک خان از شاه اسماعیل صفوی، میرعلی توانست در رقابت برای رسیدن به حکومت مازندران پیروز شود و از سوی صفویان لقب «خانی» گرفت.
محمد روزافزون و عبدالکریم دوم از رقبای وی در دوران حکومتش بودند که در مقطعی صلح‌نامه‌ای میان این سه نوشته شد ولی میرعلی با کمک ارتش صفوی توانست بر آنان غلبه کند.
پس از آن هشت سال دیگر هم به حکومت پرداخت. به علت بی فرزند بودن میرعلی، پس از مرگ او عبدالکریم و محمد روزافزون بار دیگر به عرصه بازگشتند.